# Рейд до островів Гілберта (жовтень 1942)
Рейд до островів Гілберта (жовтень 1942) – епізод бойових дій Другої світової війни, пов’язаний із нападом американців на зайнятий японцями архіпелаг у південно-східній Мікронезії.
У середині серпня 1942-го американці здійснили диверсійний напад на атол Макін у групі островів Гілберта, де знищили дві третини його невеликого гарнізону та підірвали склад авіаційного пального. Це підштовхнуло японців до встановлення більш надійного контролю над архіпелагом, внаслідок чого вони почали спорудження значної бази на атолі Тарава (в листопаді 1943-го при рішучому наступі на острови Гілберта за неї відбулась важка триденна битва).
У жовтні американці вирішили здійснити новий рейд до островів Гілберта, котрий, втім, вже не передбачав висадки десанта. Для цього сформували загін Task Unit 16.9.1 у складі двох крейсерів – важкого «Портленд» та легкого «Сан-Хуан».
15 жовтня «Портленд» провів обстріл Тарави, випустивши по острову 237 203-мм снарядів. В цей момент до атолу наближався японський транспорт Хітачі-Мару, котрий прямував у супроводі переобладнаного легкого крейсера Укішима-Мару (торгове судно, яке озброїли чотирма 150-мм гарматами). Потрапивши під обстріл, вони повернули назад. Підняті з «Портленду» два розвідувальні літаки Curtiss «Seagull» атакували «Хітачі-Мару», котре отримало незначні пошкодження від близьких розривів.
Поки «Портленд» вів обстріл Тарави, «Сан-Хуан» атакував невеликі японські патрульні катери, котрі займались спостереженням в районі архіпелагу Гілберта, та потопив два з них.
Після цього американські кораблі попрямували на з’єднання із загоном авіаносця «Ентерпрайз», який після ремонту в Перл-Гарборі рухався до головного району бойових дій (у середині останньої декади жовтня він візьме участь у великій битві біля островів Санта-Круз).
Можливо також відзначити, що під час рейду японці провели на Тараві страту новозеландських полонених та цивільних осіб.